# Anarchisme queer

Drapeau anarcho-queer.

L'anarchisme queer (également anarqueer, anarcha-queer et anarcho-queer) est une école de pensée anarchiste qui défend l'anarchisme et la révolution sociale comme un moyen de libération queer, avec l'abolition des LGBTI-phobies, de l'hétérosexisme, du cissexisme et du patriarcat. Les anarchistes LGBT qui se sont battus pour les droits LGBT à la fois à l'intérieur et à l'extérieur des mouvements anarchistes LGBTI comprennent Lucía Sánchez Saornil, John Henry Mackay, Adolf Brand ou encore Daniel Guérin
L'anarchiste individualiste Adolf Brand a publié Der Eigene, qui est la première publication consacrée aux problèmes des gays dans le monde, publiée de 1896 à 1932, à Berlin,.

## Histoire

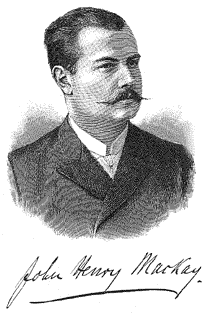
John Henry Mackay, individualiste anarchiste allemand, défenseur des droits LGBT.

Le rassemblement anarchiste des libertés individuelles a été créé, selon de nombreuses personnes, pour une défense naturelle de l'homosexualité, tant à l'intérieur qu'à l'extérieur du mouvement Anarchiste. Emil Szittya, dans Das Kuriositäten-Kabinett (1923), a écrit à propos de l'homosexualité que « de très nombreux anarchistes ont cette tendance. Ainsi, j'ai trouvé à Paris, un anarchiste hongrois, Alexander Sommi, qui a fondé un groupe anarchiste homosexuel sur la base de cette idée ». Son point de vue est confirmé par Magnus Hirschfeld dans son livre de 1914 Die Homosexualität des Mannes und des Weibes : « Dans les rangs d'un relativement petit parti, l'anarchisme, il me semblait qu'il y avait proportionnellement plus d'homosexuels et d'efféminés qui s'y trouvaient, que dans d'autres ». L'italien anarchiste Luigi Bertoni (que Szittya pensait aussi être homosexuel) a observé que « les anarchistes exigent la liberté dans tout, donc aussi dans la sexualité. L'homosexualité conduit à un sentiment sain d'égoïsme, pour lequel chaque anarchiste devrait tendre ».
Dans L'Âme de l'homme sous le socialisme d'Oscar Wilde, celui-ci prône avec passion pour une société égalitaire où la richesse est partagée par tous, tout en avertissant des dangers du socialisme autoritaire qui écraserait l'individualité. Plus tard, il a commenté : « Je pense que je suis un peu plus qu'un socialiste. J'ai quelque chose d'un anarchiste, je crois ».

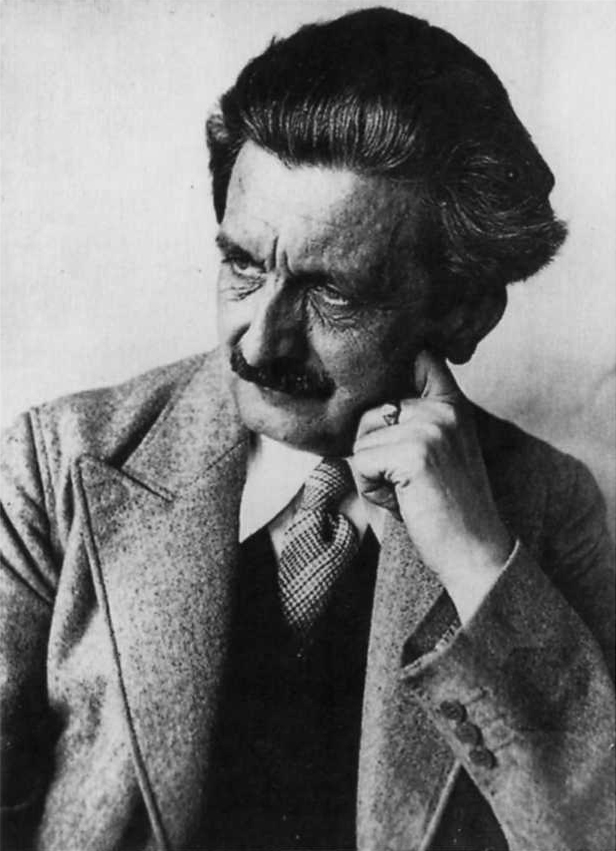
Adolf Brand, anarchiste allemand et militant pour les droits des hommes homosexuels.

L'écrivain anarcho-syndicaliste Ulrich Linse a écrit à ce sujet : « le chiffre de la scène culturelle de Berlin individualiste anarchiste, a fortement explosé vers 1900 », le « précoce Johannes Holzmann » (aussi connu comme Senna Hoy) « un adepte de l'amour libre, [Hoy] a célébré l'homosexualité comme un « champion de la culture » et s'est engagé dans la lutte contre le paragraphe 175 ». Le jeune Hoy (né en 1882) a publié trois points de vue dans son magazine hebdomadaire Kampf depuis 1904, qui a atteint un tirage de 10 000 exemplaires l'année suivante. L'anarchiste allemand psychothérapeute Otto Gross a également écrit de nombreux articles sur la sexualité des personnes de mêmes genres, et plaidé contre leur discrimination. L'anarchiste hétérosexuel Robert Reitzel (1849–1898) a parlé positivement de l'homosexualité, depuis le début des années 1890, dans son journal en langue allemande, Der arme Teufel.
John Henry Mackay était un anarchiste individualiste, connu dans le mouvement anarchiste comme un important suiveurs des premières heures, et soutenant activement le philosophe Max Stirner. Mackay a également été un signataire précoce de la « Petition to the Legislative Bodies of the German Empire de (Magnus) Hirschfeld, afin d'obtenir une « révision du paragraphe anti-homosexuel 175 » (son nom est apparu dans la première liste publiée en 1899). Il a également gardé un intérêt particulier pour Oscar Wilde, et fut scandalisé par son emprisonnement pour homosexualité. Néanmoins, Mackay est entré en conflit avec Hirschfeld et son organisation Scientific Humanitarian Committee.
L'anarchiste individualiste Adolf Brand était à l'origine un membre du comité scientifique-humanitaire de Hirschfeld. Brand et ses collègues, connus sous le nom Gemeinschaft der Eigenen (« Communauté des auto-propriétaires »), ont également été fortement influencés par les écrits de Max Stirner.

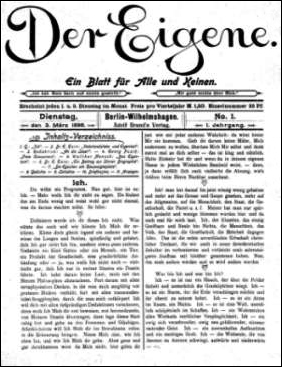
Der Eigene de Max Stirner, première publication militante gay.

Ils se sont opposés à la caractérisation médicale de Hirschfeld de l'homosexualité en tant que « sexe intermédiaire ». Ewald Tschek, autre écrivain homosexuel anarchiste de l'époque, contributeur régulier à la revue d'Adolf Brand Der Eigene, a écrit, en 1925, que la Scientific Humanitarian Committee de Hirschfeld était un danger pour le peuple allemand, en caricaturant Hirschfeld en « Dr Feldhirsch ». Bien que Mackay était plus proche des points de vue d'Adolf Brand et de son « Community of Self-owners » (« Communauté des auto-propriétaires ») par rapport au Scientific-Humanitarian committee de Hirschfeld, il n'adhérait par aux opinions anti-féministes, et presque misogynes, de Brand.
Der Eigene était le premier journal gay du monde, publié de 1896 à 1932, par Adolf Brand à Berlin. Brand y contribuait en écrivant beaucoup de poèmes et d'articles. Il y avait d'autres contributeurs, parmi lesquels : Benedict Friedlaender, Hanns Heinz Ewers, Erich Mühsam, Kurt Hiller, Ernst Burchard, John Henry Mackay, Theodor Lessing, Klaus Mann, et Thomas Mann, ainsi que des artistes comme Wilhelm von Gloeden, Fidus, et Sascha Schneider. Le journal comptait environ 1 500 abonnés, mais les chiffres sont incertains. Après l'arrivée au pouvoir des Nazis, Brand est devenu victime de persécution et l'activité du journal a dû cesser.
L'importante anarchiste américaine Emma Goldman dénonçait également l'homophobie. Sa conviction selon laquelle la libération sociale devrait s'étendre aux gays et lesbiennes, était pratiquement inconnue à l'époque, même parmi les anarchistes. Comme Magnus Hirschfeld l'a écrit : « elle était la première et seule femme, en fait la première et seule américaine, à défendre l'amour homosexuel avant le grand public. » Dans de nombreux discours ou écrits, elle a défendu le droit à l'amour des hommes et des femmes homosexuels, et elle a condamné la peur et la stigmatisation associée à l'homosexualité. Comme l'a écrit Goldman dans une lettre à Hirschfeld : « C'est une tragédie que les gens d'une orientation sexuelle différente vivent dans un monde ayant si peu de compréhension pour les homosexuels et qui soit si indifférent aux différentes gradations et variations de genre, et de leur grande importance dans la vie. »
En dépit de ces positions de soutien, le mouvement anarchiste de l'époque n'était certainement pas exempté d'homophobie ; un éditorial dans un journal anarchiste espagnol influent de 1935 avait soutenu qu'un anarchiste ne devrait même pas être associé avec les homosexuels, et encore moins être de ceux-ci : « Si vous êtes un anarchiste, cela signifie que vous êtes plus moralement droit et physiquement fort que l'homme moyen. Celui qui aime les invertis n'est pas un homme réel, et n'est donc un véritable anarchiste. »
Lucía Sánchez Saornil était la principale fondatrice de la fédération anarcha-feministe des Mujeres Libres qui s'était ouvertement déclarée lesbienne. À un jeune âge, elle a commencé à écrire de la poésie et a été associée au mouvement littéraire émergent de l'Ultraïsme. En 1919, elle avait été publiée dans diverses revues, dont Los Quijotes, Tableros, Plural, Manantial et La Gaceta Literaria. En écrivant sous un nom masculin, elle a pu explorer les thèmes lesbiens, à une époque où l'homosexualité était soumis à la censure et à la répression. Insatisfaite des préjugés chauvins des républicains, Lucía Sánchez Saornil s'est jointe, avec deux compañeras, Mercedes Comaposada et Amparo Poch y Gascón, aux Mujeres Libres en 1936. Mujeres Libres était une organisation anarchiste autonome pour les femmes engagées dans une « double lutte » de libération des femmes et de libération sociale. Lucía et les autres « Free Women » rejetaient l'opinion dominante que l'égalité des genres proviendrait naturellement d'une société des classes. Quand la guerre civile espagnole a explosé, les Mujeres Libres ont rapidement atteint 30 000 membres, organisant des espaces sociaux réservés aux femmes, ainsi que des écoles, des journaux et des programmes de garderie.
Les écrits du bisexuel anarchiste français Daniel Guérin ont permis d'avoir un aperçu sur la tension des minorités sexuelles au sein de la gauche. C'était une figure de premier plan dans la gauche française à partir des années 1930, jusqu'à sa mort en 1988. Après son coming out en 1965, il a évoqué l'extrême hostilité de la gauche envers l'homosexualité dans une grande partie du 20e siècle,,. « Il n'y a pas depuis très longtemps que le fait de se déclarer révolutionnaire et avouer son homosexualité soient incompatibles », écrivait Guérin en 1975. En 1954, Guérin a été largement critiqué pour son étude du rapport Kinsey dans lequel il a détaillé l'oppression des homosexuels en France. « Les [critiques les] plus sévères sont venues de marxistes qui ont tendance à gravement sous-estimer la forme d'oppression du terrorisme anti-sexuel. Je m'y attendais, bien sûr, et je savais que dans la publication de mon livre, je courrais le risque d'être attaqué par ceux envers qui je me sens le plus proche sur le plan politique ». Après son coming out public en 1965, Guérin a été abandonné par la gauche, et ses écrits sur la libération sexuelle ont été censurés ou refusés dans les revues de gauche. À partir des années 1950, Guérin s'est éloigné du Marxisme-léninisme. Il a été impliqué dans le soulèvement de mai 1968 et a fait partie du mouvement de libération homosexuelle qui a émergé après ces événements. Des décennies plus tard, Frédéric Martel décrit Guérin comme le « grand-père du mouvement homosexuel français ».
Pendant ce temps, aux États-Unis, vers la fin de sa carrière, le penseur anarchiste influent Paul Goodman s'est ouvertement déclaré bisexuel. Grâce à la liberté avec laquelle il a révélé, à travers ses écrits et en public, ses relations amoureuses et sexuelles avec des hommes (notamment dans son dernier essai, « Being Queer »), il s'est avéré être l'un des plus importants tremplins culturels pour le mouvement de libération gay, émergeant au début des années 1970.

### Anarchisme Queer contemporain
Les anarchistes queer de la seconde moitié du XXe siècle impliqués dans le mouvement de libération gay, ont perçu l'anarchisme comme un chemin vers l'harmonie entre les personnes hétérosexuelles et LGBT. L'anarcha-queer prend ses racines dans le queercore, une forme de punk rock qui dépeint l'homosexualité d'une manière positive. Comme la plupart des formes de punk rock, le queercore attire une grande foule d'anarchistes. Il existe deux principaux groupes d'anarcha-queer, les Queer Mutiny, un groupe britannique ayant des ramifications dans la plupart des grandes villes, et le Bash Back! qui est un réseau américain d'anarchistes queer. Les Queer Fist sont apparus à New York et se sont eux-mêmes identifiés comme un « anti-assimilationist, anti-capitalist, anti-authoritarian street action group, came together to provide direct action and a radical queer and trans-identified voice at the Republican National Convention (RNC) protests ».
Les collectifs anarcha-feministes tel que le squat espagnol Eskalera Karakola et le groupe activiste bolivien Mujeres Creando dirigé par María Galindo donnent de l'importance aux problèmes des femmes lesbiennes et bisexuelles. La rue est la scène principale de ses activités, utilisant principalement le graffiti et la performance comme moyen d'expression artistique militant.
La Fag Army est un groupe anarchiste queer de gauche suédois ayant lancé sa première action le 18 août 2014, quand il a entarté le ministre de la Santé et des Affaires sociales, leader du parti chrétien-démocrate, Göran Hägglund